# Vuister

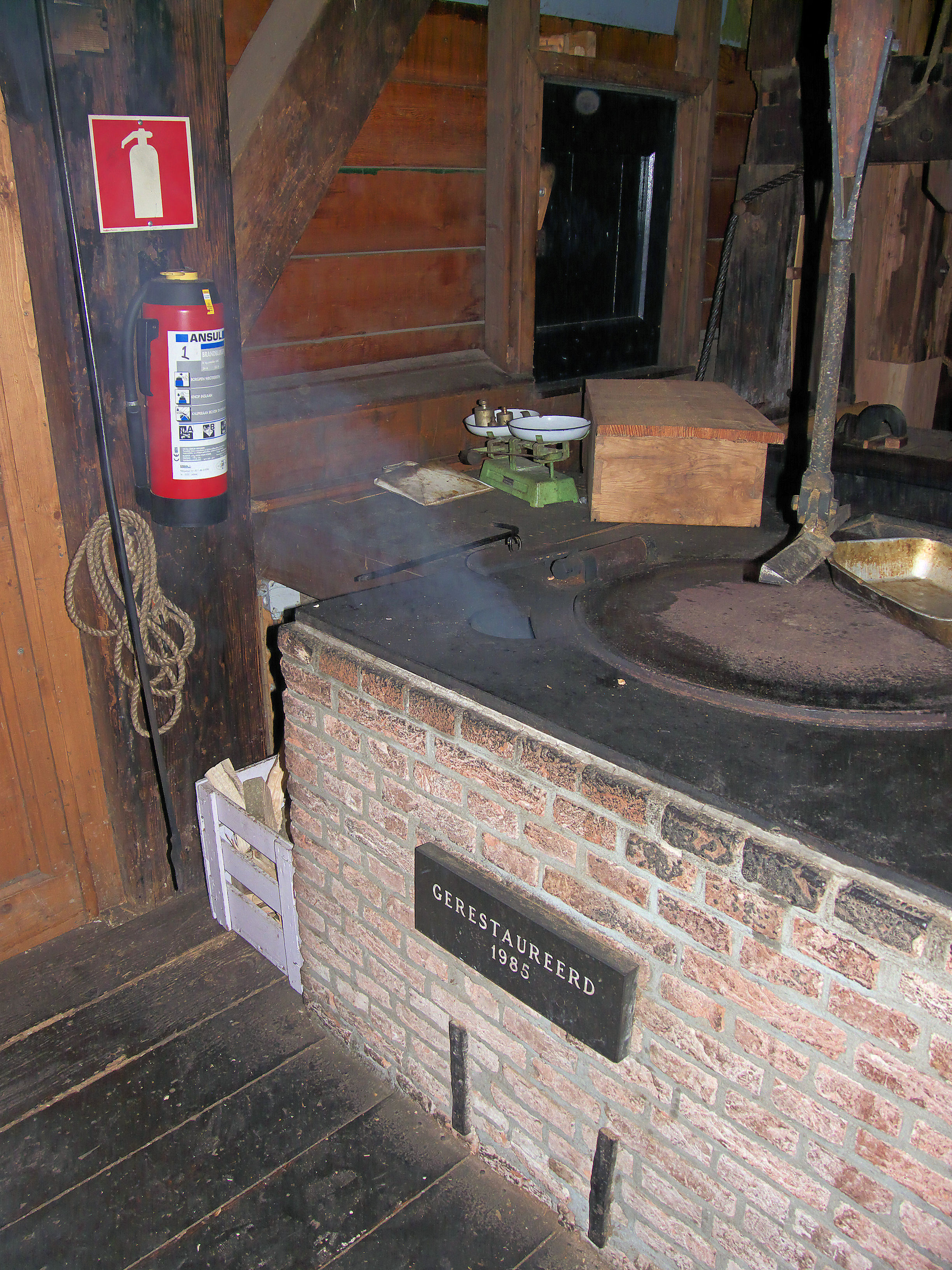
Brandend vuister

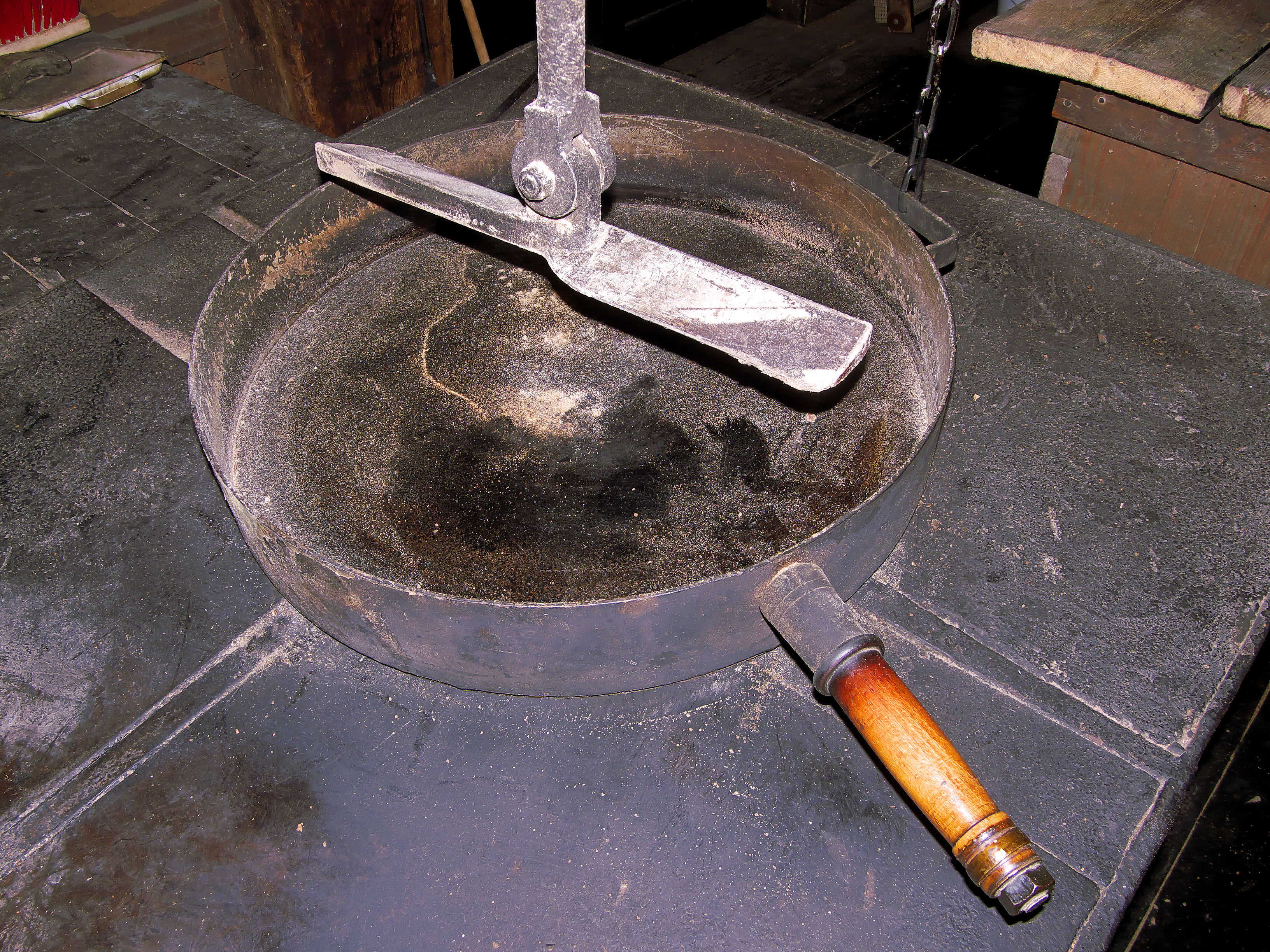
Vuisterpan

Een vuister is een soort kachel in een oliemolen, dat het meel van de kantstenen verwarmt tot ongeveer 35-40 graden. Door het verwarmen wordt de olie vloeibaarder en kan zo beter uit het meel geslagen worden.
Het vuister wordt gestookt met turf of hout. Op het vuister zit geen kachelpijp, de rook gaat direct de molen in. Het is belangrijk dat er zo gestookt wordt dat er geen vonken ontstaan. Een oliemolen is dan ook zwart berookt. Het meel zit in een vuisterpan of -ring en wordt omgeroerd met een roermes dat aangedreven wordt door een door de overwerker aangedreven kroonwieltje of spinbol.
Het vuister is een vierkantachtige, gemetselde kachel, waarop een ijzeren plaat, de vuisterplaat, ligt. De vuisterplaat steekt aan de voorkant ongeveer 20 cm uit met daarin twee, rechthoekige uitsparingen. Onder de uitsparingen zitten twee metalen of houten kaartjes (trechtertjes). Hieronder worden de bulen gehangen. Als het meel handwarm is wordt het roermes opgetrokken en het meel in de bulen gestort door de pan omhoog te trekken of de ring naar voren te schuiven. Hierna gaan de bulen in de haren.

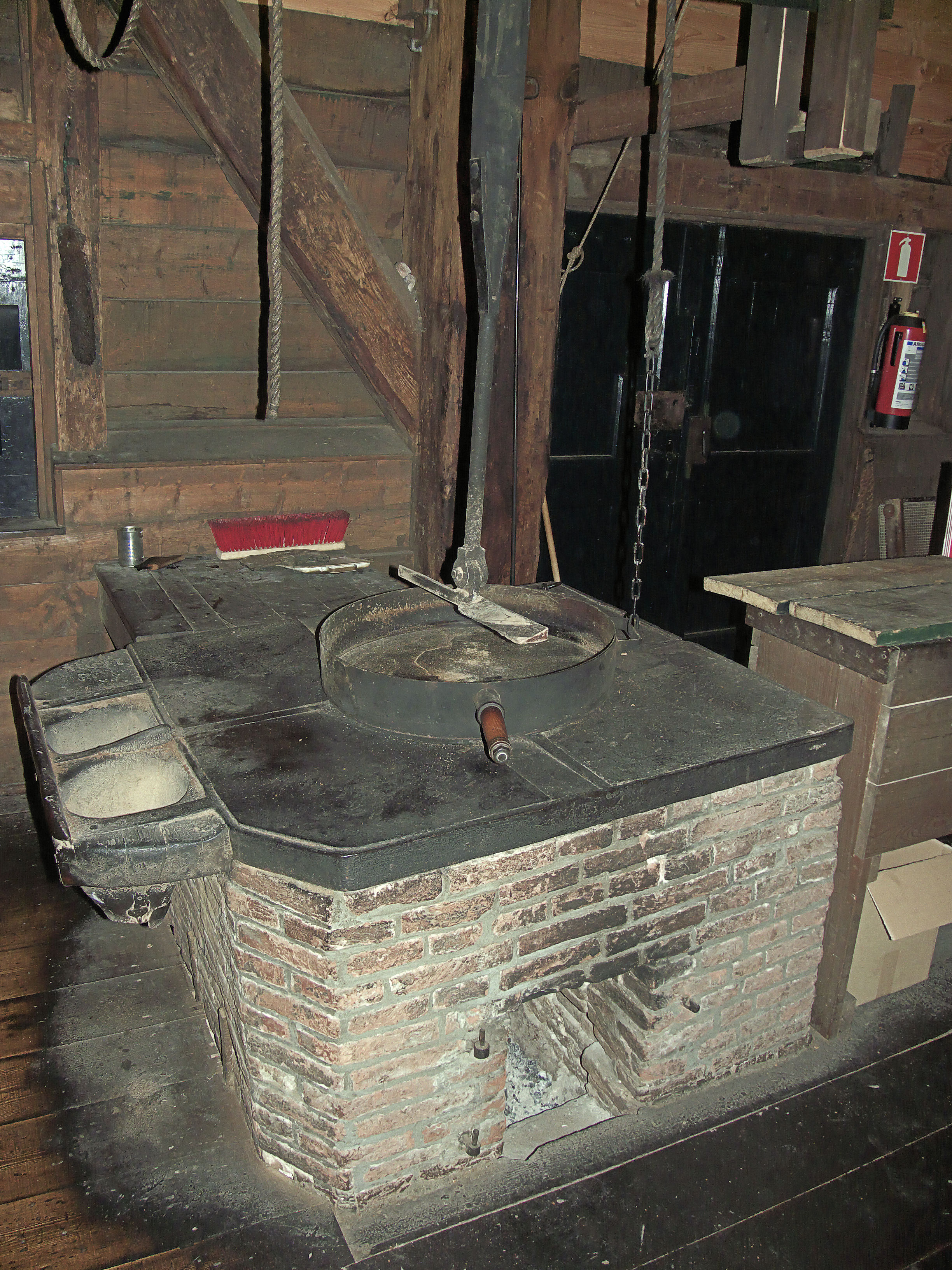
Vuister